# Río Frejulfe
El río Frejulfe (o Frexulfe) es un corto río costero del norte de España, que discurre por el occidente del Principado de Asturias.

## Toponimia
Según Xosé Lluis García Arias en su libro Pueblos asturianos: el porqué de sus nombres, el origen del nombre de este río, que recibe el mismo nombre que una población y una playa del concejo de Navia, sería el genitivo del nombre *FROJULFUS, esto es *FROJULFI.

## Curso
El Frejulfe nace en Polavieja, en el concejo de Navia y desemboca en el Mar Cantábrico, en la playa de Frejulfe, tras un recorrido de entre 5 y 10 km. Sus afluentes principales son los ríos Monte y Villauril. Atraviesa las poblaciones de Piñera y Polavieja.

## Fauna
Según muestreos de pesca eléctrica acometidos entre los años 1997 y 2019, referencias bibliográficas y comunicaciones orales fidedignas, en el río Frejulfe se han detectado especímenes de anguila.